# みゅうの足パパにあげる
『みゅうの足パパにあげる』（みゅうのあんよパパにあげる）は、山口隼人（小島康洋）による闘病記。2008年の『24時間テレビ』 「愛は地球を救う」（日本テレビ系）内で2008年8月30日の21:28 - 23:28(JST) に放送されていた日本のスペシャルドラマ。実写ドラマ化された。書籍の発売日は2006年6月1日。

## 概要
25歳の時、慢性炎症性脱髄性多発ニューロパチー (CIDP) と診断された山口による闘病エッセイ作品。入院から退院後の生活までの周囲の環境の変化・家族との交流・自身の心境などの体験に基づいた事実を、自分目線で描いている。家族の愛を描いたホームドラマ。
スペシャルドラマの視聴率は25.6%となった。2005年に放送された『小さな運転士 最後の夢』の歴代最高視聴率26.6%を記録した以来の高視聴率となった。

## スペシャルドラマ
2008年8月30日の21:28 - 23:28（テレビ宮崎は2008年9月14日13:00 - 14:55、沖縄テレビは2008年9月6日12:00 - 14:00）に、2008年度『24時間テレビ』中で実写ドラマ化された。関東地区では2012年8月22・23日と2013年8月19日・20日に『ドラばらっ!』枠にて前・後編に分割した形式で再放送された。

### あらすじ
山口隼人は、学生時代に一目惚れをした綾と衝撃的な運命の出会いを経て、結婚。希望の職場に就職、愛娘・みゅうも誕生し、順風満帆な人生と明るい未来を思い描いていた。しかしそんな隼人を、突然の病魔が襲った。

### キャスト
- 山口隼人：松本潤
- 山口綾：香里奈
  - 隼人の妻。
- 山口みゅう：畠山彩奈
  - 隼人の娘。
- 岩出太郎：石原良純
  - 隼人の入院している病院にいるリハビリ患者。患者にもかかわらず酒を飲んでいる。
- 高木修哉：正名僕蔵
  - 隼人の勤める設計事務所の上司。
- 山口康之：河西健司
  - 隼人の父。
- 山口信子：大塚良重
  - 隼人の母。
- 桜井幸雄：森下哲夫
  - 綾の父。
- 桜井美保子：渡辺えり
  - 綾の母。
- 黒瀬和夫：松重豊
  - 隼人の主治医。
- 永町圭吾：山崎一
- 佐藤美奈：ちすん
  - 隼人の入院している病院の理学療法士。
- 能見達也、大久保綾乃、康喜弼、寺田有希、夏秋佳代子、中村真知子、藤原寿之

## スタッフ
- 原作：山口隼人『みゅうの足パパにあげる』（日本文学館刊）
- 脚本：山岡真介
- 音楽：長谷部徹
- 美術デザイン：高野雅裕
- 選曲：石井和之
- 技術協力：映広
- 協力：全国CIDPサポートグループ
- プロデューサー：河野英裕（日テレ）、難波利昭（AX-ON）
- 演出：吉野洋（日テレ）

## 書籍情報
- 『みゅうの足パパにあげる』日本文学館、2006年。ISBN 4776509946。

## 関連
- 1リットルの涙 - 1人の若い女性が中学生の時に発症した難病と闘った実話を記した書籍。本作品と同じ闘病記。2005年10月11日 - 12月20日にテレビドラマ化された。1リットルの涙 (テレビドラマ)参照。